# Raimundo José da Cunha Matos

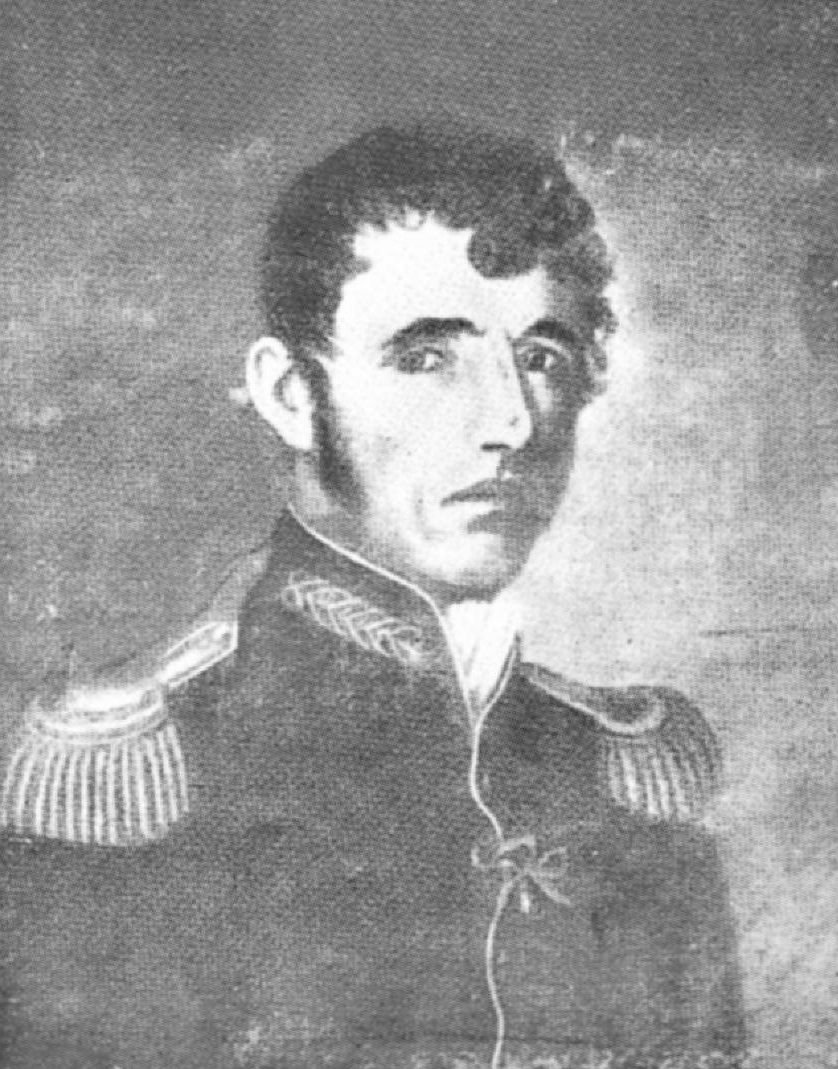
Feldmarschall Raimundo José da Cunha Matos

Raimundo José da Cunha Matos oder Mattos (geb. 2. November 1776 in Faro, Algarve, Portugal; gest. 2. März 1839 in Rio de Janeiro) war ein portugiesisch-brasilianischer Militär (Feldmarschall) und Militärschriftsteller.

## Leben und Werk
Er trat 1780 in ein Artillerieregiment ein und diente von 1793 bis 1796 unter General Forbes im Roussillon-Feldzug (Teil des Ersten Koalitionskriegs). Von 1798 bis 1816 war er auf der Insel São Tomé im Golf von Guinea an der Westküste Afrikas stationiert und ging im darauffolgenden Jahr nach Brasilien, wo er vor allem die Militärschule organisierte und den Bau von Festungsanlagen überwachte. Gleich in den ersten Tagen der Gründung des brasilianischen Parlaments im Jahr 1826 legte er der Abgeordnetenkammer einen Gesetzentwurf vor, der vorsah, dass öffentliche Aufträge obligatorisch an nationale Unternehmen vergeben werden sollten. Im Jahr 1834 erlangte er den Rang eines Feldmarschalls. Während der revolutionären Krise in Portugal 1831–32 war er dort.
Er veröffentlichte Werke über seine Reisen in Rio de Janeiro, historische und chorologische Werke über São Tomé, Minas Gerais und Goiás, ein Tagebuch über den Angriff auf und die Verteidigung der Stadt Porto und ein Verzeichnis des Militärgesetzgebung. Er war einer der Gründer des Instituto Histórico e Geográfico Brasileiro.

## Werke
- Corografia Histórica da Província de Minas Gerais, 1837
- Carta histórico-política militar, 1822
- Corografia histórica das Ilhas de São Tomé, Príncipe, Ano Bom e Fernando
- Ensaio histórico-político sobre a origem, processo e merecimentos da antipatia e recíproca adversão de alguns portugueses europeus e brasilienses, Rio de Janeiro, 1822
- Itinerário do Rio de Janeiro ao Pará e Maranhão pelas províncias de Minas Gerais e Goiás (Digitalisat)
- Memória da campanha do sr. D. Pedro de Alcântara, ex-imperador do Brasil, no reino de Portugal
- Repertorio da legislação militar, actualmente em vigor no Exercito e Armada do Imperio do Brazil